# Peter Fornstam
Karl Peter Fornstam, född 9 augusti 1954, är en svensk företagare. Han är verkställande direktör för och hälftendelägare i biografkedjan Svenska Bio.
Peter Fornstam är son till Gösta Fornstam och sonson till Karl Fornstam, som bägge före honom har ägt och lett Svenska Bio och dess föregångare sedan grundandet i början av 1900-talet.